# Paz Oil Company

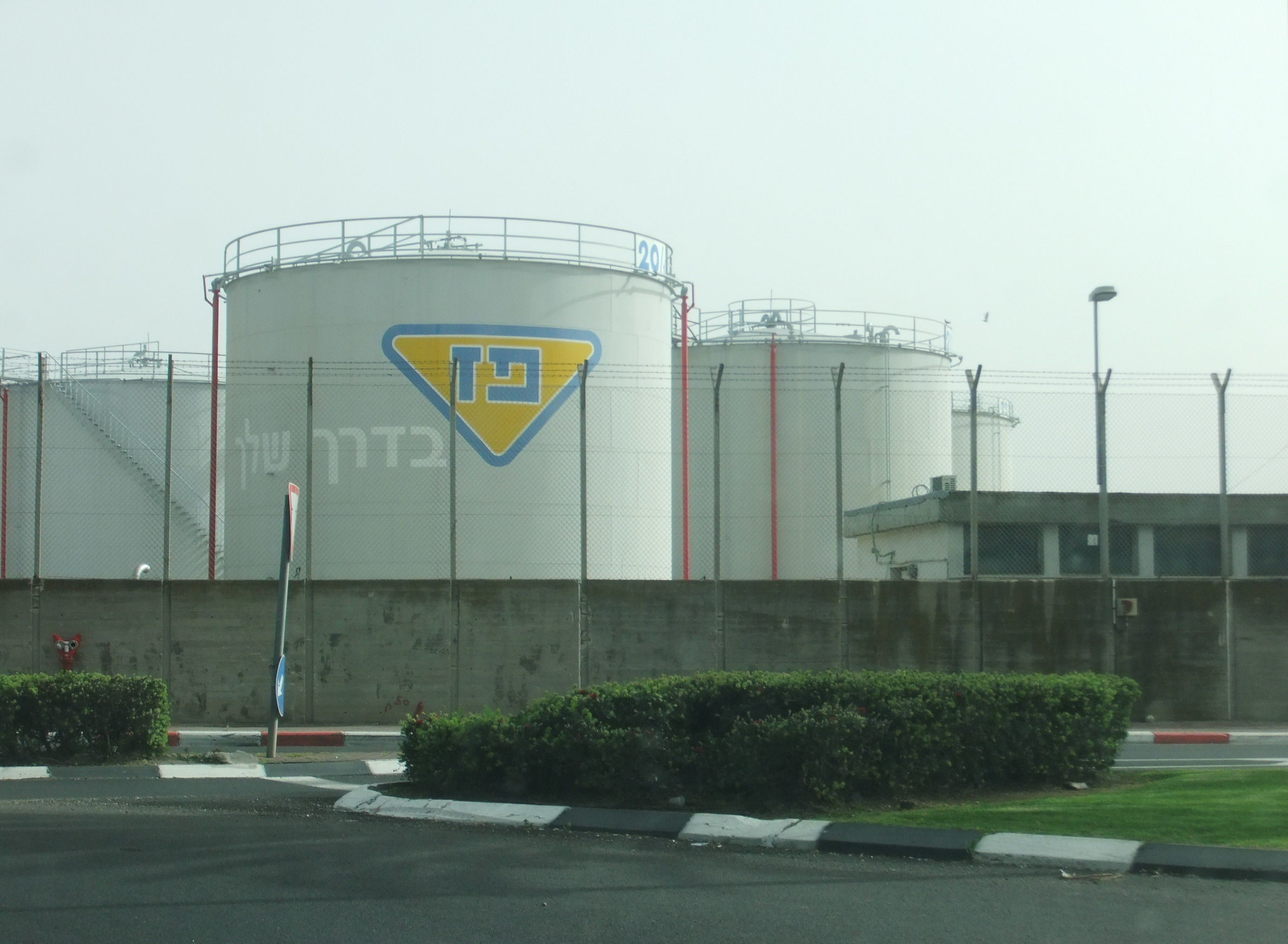
Танки нефтяной компании Paz возле аэропорта Бен-Гурион

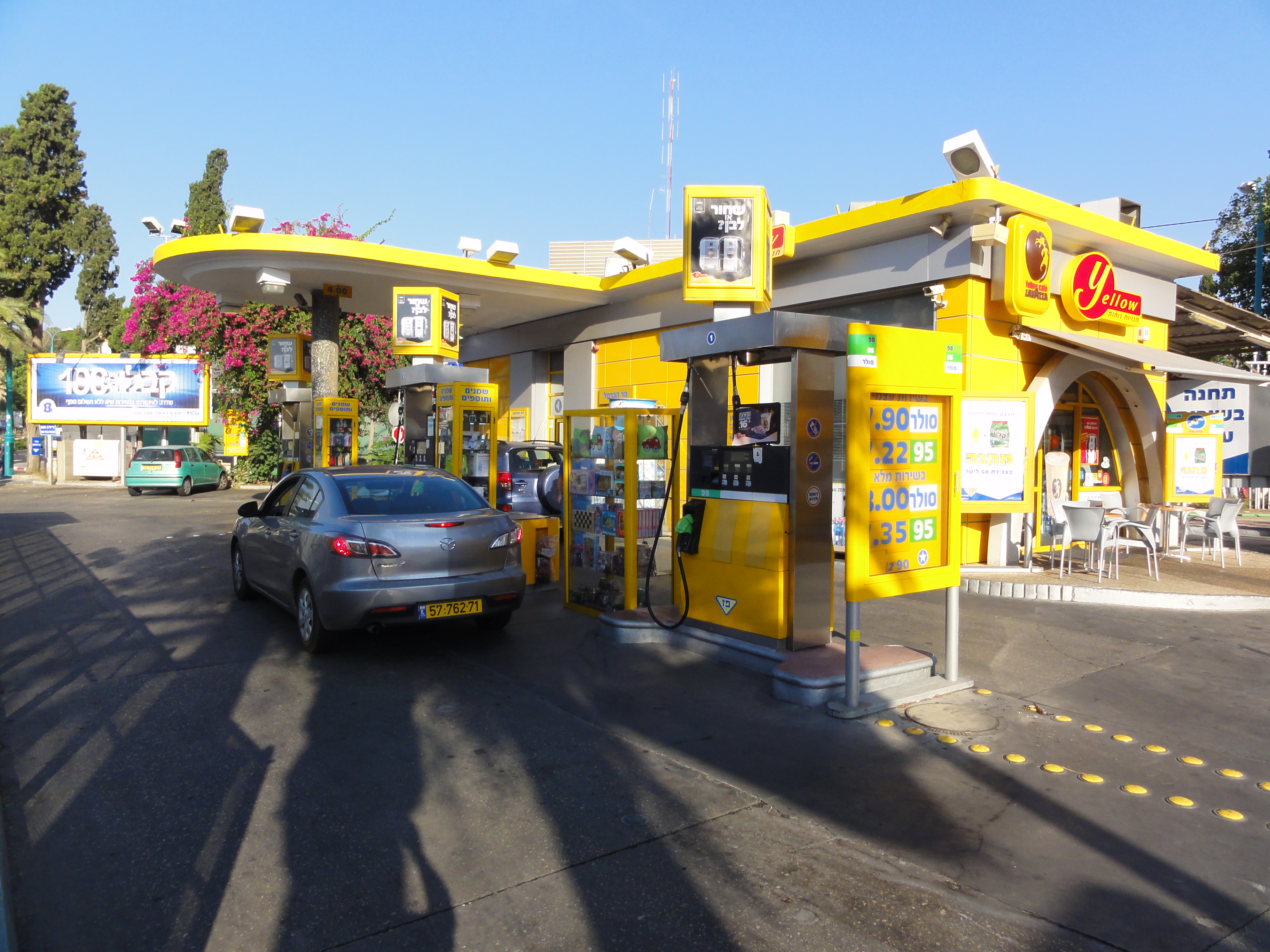
Заправочная станция Paz в Хайфе

Paz Oil Company Ltd. (ивр. פז חברת הנפט בע"מ‎) (TASE: PZOL) — крупнейшая израильская топливная компания . Реализует бензин и другие нефтепродукты через сеть заправочных станций, а также сжиженные углеводороды и природный газ для домашнего использования (приготовление пищи и отопление) через свою дочернюю компанию PazGaz. Компания управляет кафе, объединёнными с магазинами на многих заправочных станциях через свою дочернюю компанию Yellow. Ей также принадлежат сети супермаркетов Freshmarket и Super Yuda.

## История

### Основание, владельцы в XX веке
В 1922 году была основана компания Anglo-Asiatic Petroleum . С 1927 года под названием Shell Palestine входила в состав компании Royal Dutch Shell.
В 1957 году Shell решила уйти из Израиля из-за бойкота Израиля странами Лиги арабских государств В 1958 году компания Shell Palestine перешла в собственность еврейского бизесмена из Британии Исаака Вольфсона и французов братьев Намиас и сменила название на Paz Petroleum Company Ltd. Символ компании — жёлтый треугольник — до сих пор напоминает символ Shell.
В 1981 году компанию приобрело государство Израиль, в 1988 году — австралиец Джек Либерман.
С 1999 года израильский бизнесмен Задик Бино владеет большинством акций, а семья Либерман и другие группы владеют миноритарными долями.

### Инвестиции и охват рынка в XXI веке
В 1999 году компания Паз приобрела 74 % израильской сети быстрого питания Burger Ranch, а в 2001 году стала 100 % владельцем сети. В 2006 году сеть быстрого питания была продана израильскому бизнесмену Йоси Хошински.
В 2006 году компания Паз выиграла тендер на приобретение нефтеперерабатывающих заводов Ашдода за 3,5 миллиарда шекелей от Oil Refineries Ltd; чем положила конец монополии данной компании на переработку нефти в Израиле. Это приобретение сделало компанию Paz Israel самой влиятельной энергетической компанией, а её владельца Задика Бино самой влиятельной фигурой в отрасли.
В 2012 30 % израильского рынка топлива и 31 % израильских заправочных станций принадлежали компании Паз.
В 2020 году компания была внесена в список компаний Организации Объединённых Наций, работающих в поселениях Западного берега. В 2021 году крупнейший пенсионный фонд Норвегии KLP заявил, что продаст компанию Paz Oil, поскольку она помогала обеспечивать электроэнергией израильские поселения на Западном Берегу.
В 2021 году компания Паз приобрела сеть супермаркетов Super Yuda за 170 миллионов шекелей и сеть Freshmarket.

## Характеристики

### Розничная и оптовая торговля
- 260 АЗС по всему Израилю
- 255 магазинов повседневного спроса Yellow
- Pazgas — крупнейшая газовая компания Израиля, поставляющая сжиженный нефтяной газ более чем полумиллиону клиентов.

### Переработка и логистика
- Ashdod Oil Refineries[англ.]

### Промышленность и услуги
- Паз Авиация (Paz Aviation)
- Паз Солар (Paz Solar)
- Paz Lubricants & Chemicals (смазочные материалы и химикаты)
- Pazkar — производитель битумной продукции, гидроизоляционных мембран, покрытий и клеев